# Aleiodes burrus
Aleiodes burrus – gatunek błonkówki z rodziny męczelkowatych.

## Zasięg występowania
Gatunek ten występuje we wschodniej części Ameryki Północnej od Kanady i Wirginii w USA na wschodzie, po Albertę, Wyoming i Arizonę na zachodzie.

## Budowa ciała
Osiąga 6 - 8 mm długości. Samice na ogół ubarwione pomarańczowo. Czułki u podstawy pomarańczowo - brązowe, na końcach brązowe do czarnych. Samce ubarwione podobnie, lecz z częściowo bądź całkowicie czarną mezosomą.

## Biologia i ekologia
Aleiodes burrus jest parazytoidem larw ćmy Feltia subgothica z rodziny sówkowatych, oraz rodzaju Agrotis z tej samej rodziny.